# Rhagium morrisonense
Rhagium morrisonense är en skalbaggsart som beskrevs av Tadao Kano 1933. Rhagium morrisonense ingår i släktet Rhagium och familjen långhorningar.
Artens utbredningsområde är Taiwan. Inga underarter finns listade i Catalogue of Life.